# Invicta Fighting Championships
L'Invicta Fighting Championships (Invicta FC) est une organisation américaine d'arts martiaux mixtes (MMA), accueillant uniquement des athlètes féminines.

## Historique et spécificités
L'Invicta FC a été créé en réaction au rachat de l’organisation Strikeforce par Zuffa le 12 mars 2011.
Le Strikeforce, était une ligue américaine en plein développement qui possédait plusieurs très bons combattants (et notamment une très bonne catégorie poids lourds et deux catégories féminines). Comme lors de l'achat du Pride FC, l'UFC annonce tout d'abord vouloir continuer à développer le Strikeforce. Mais la plupart des stars de cette ligue sont rapidement transférées à l'UFC et le Strikeforce baisse définitivement le rideau le 12 janvier 2013 après un ultime événement. Privées des deux catégories féminines, les sportives sont alors de moins en moins rassurées sur leurs avenirs. Shannon Knapp reçoit de nombreux appels de combattantes inquiètes et décide avec Janet Martin de créer une organisation exclusivement féminine.
Finalement le 8 novembre 2012, l'UFC annonce la naissance de sa première catégorie féminine, la catégorie des poids coqs féminins. En décembre 2014 une nouvelle catégorie féminine, celle des poids pailles, fait son apparition lors de la 20e saison de l'émission The Ultimate Fighter afin de déterminer la première championne de l'UFC dans cette catégorie,.

## Catégories de poids
Par rapport aux catégories habituellement proposées dans les combats masculins, deux catégories de poids sont ajoutées pour les poids plus légers, les poids atomes (atomweight) de 96 lb (44 kg) à 105 lb (48 kg) et les poids pailles (strawweight) de 106 lb (48 kg) à 115 lb (52 kg), les catégories de poids au-dessus de 145 lb (66 kg) ne sont pas proposées et il n'y a pas de catégorie sans limite supérieure.
L'Invicta FC compte aujourd'hui cinq catégories de poids féminines.
| Catégorie     | Limites                             | Championne                                     | Début du règne    | Défenses de titre | Prochaine prétendante | Prochaine défense            |
| ------------- | ----------------------------------- | ---------------------------------------------- | ----------------- | ----------------- | --------------------- | ---------------------------- |
| Poids atomes  | De 96 lb (44 kg) à 105 lb (48 kg).  | Ayaka Hamasaki obtenu face à Herica Tiburcio   | 9 juillet 2015    | 2                 |                       |                              |
| Poids pailles | De 106 lb (48 kg) à 115 lb (52 kg). | Angela Hill obtenu face à Livia Renata Souza   | 7 mai 2016        | 1                 |                       |                              |
| Poids mouches | De 116 lb (53 kg) à 125 lb (57 kg). | Jennifer Maia obtenu face à Vanessa Porto      | 22 septembre 2016 | 1                 |                       |                              |
| Poids coqs    | De 126 lb (57 kg) à 135 lb (61 kg). | Tonya Evinger obtenu face à Irene Aldana       | 9 juillet 2015    | 1                 | Yana Kunitskaya       | Invicta FC 22 - 25 mars 2017 |
| Poids plumes  | De 136 lb (62 kg) à 145 lb (66 kg). | Cristiane Justino obtenu face à Marloes Coenen | 13 juillet 2013   | 3                 |                       |                              |
| Poids légers  | De 146 lb (66 kg) à 155 lb (70 kg). | Vacant                                         |                   |                   |                       |                              |